# Добро пожаловать в кукольный дом
«Добро пожаловать в кукольный дом» (англ. Welcome to the Dollhouse) — американская независимая чёрная комедия о подростках. Первый получивший известность фильм в карьере режиссёра Тодда Солондза и актрисы Хизер Матараццо.
Фильм стал неожиданно успешным, с учётом «независимости» и относительно невысокого бюджета; картина была с одобрением воспринята критиками (90 % на Rotten Tomatoes) и завоевала Гран-при на фестивале Сандэнс. Критик Роджер Эберт поставил фильму 4 звезды из четырёх и включил его в список пяти лучших картин 1996 года.

## Сюжет
Главная героиня фильма — некрасивая двенадцатилетняя девочка-подросток из Нью-Джерси Донна Уинер. Дон живётся нелегко — в школе над ней издеваются и обзывают лесбиянкой, дома куда больше внимания и любви уделяется младшей сестре Мисси, восьмилетней избалованной девочке. Единственный в семье, с кем Дон иногда может поговорить по душам — старший брат-«ботаник» Марк, ему семнадцать лет и он играет на кларнете в гаражной рок-группе. Дон влюбляется в вокалиста из рок-группы Марка, красавца по имени Стив, но вскоре оказывается, что больший интерес она представляет для издевающегося над ней в школе одноклассника-хулигана Брэндона. Единственный друг Дон — женоподобный мальчик из шестого класса по имени Ральфи.
После того, как учитель несправедливо задерживает Дон после уроков, Брэндон Маккарти пытается изнасиловать её. Дома мать девушки наказывает её за то, что та в стрессовом состоянии обозвала Мисси лесбиянкой, и отказывается быть милой с младшей сестрой. В школе Брэндон приказывает Дон встретиться с ним снова, она подчиняется, и он ведёт её на заброшенное поле. Там он заводит серьёзный разговор и целует её. После этого одна из бывших подружек Стива говорит что у Дон нет шансов быть с ним.
Дон и Брэндон начинают встречаться, но мальчика арестовывают и собираются выслать из города, так как подозревают в торговле наркотиками. Девушка приходит к нему домой, встречает его отца и умственно отсталого брата, который нуждается в постоянном наблюдении. Поцеловав Донну, Брэндон убегает, чтобы его не отправили в военную школу.
Девушка ссорится с Ральфи и остаётся совсем без друзей. Её родители устраивают вечеринку в честь 20-й годовщины своей свадьбы. На празднике Дон пытается флиртовать со Стивом, но тот лишь насмехается над ней. После этого Мисси толкает сестру в детский бассейн, и опять все смеются над ней, включая семью девушки.
Несколько недель спустя машина отца Донны ломается и её мать должна забрать его с работы. Девушка должна была забрать Мисси домой из балетного класса, но решила не делать этого после ссоры с сестрой. Мисси похищают, когда та одна идёт домой, её балетную пачку находят на Таймс-сквер и Дон отправляется в Нью-Йорк, чтобы найти сестру. После целого дня поисков девушка звонит домой, и Марк говорит ей, что Мисси была найдена полицией, её похитил сосед-педофил, который живёт на их улице. Донна возвращается домой.
Наступает лето, и Дон чувствует облегчение, что на данный момент школа окончена. Её родители продолжают плохо обращаться с ней и игнорируют её, девушка записывается в летний лагерь во Флориде. Там во время общей поездки в Walt Disney World Дон встречается с другими девочками из своей школы и вместе с ними поёт школьный гимн, но, задумавшись, прекращает петь.
Фильм назван по названию композиции, которую исполняет группа Марка и Стива в гараже Уинеров.

## В ролях
- Хизер Матараццо — Дон Уинер
- Мэтью Фейбер — Марк Уинер
- Дарья Калинина — Мисси Уинер
- Брендан Секстон III — Брэндон МакКарти
- Эрик Мабиус — Стив
- Виктория Дэйвис — Лолита
- Кристина Брукато — Куки
- Кристина Видал — Синтия
- Эмурис Рейни — Дарла
- Сири Ховард — Крисси
- Телли Понтидис — Джед
- Херби Дуарте — Лэнс
- Джаред Солано — Неко
- Скотт Куган — Трой
- Джозайя Трейгер — Кенни
- Кен Люн — Барри
- Димитри Дефреско — Ралфи (под именем Димитри Иерволино)
- Рика Мартенс — Миссис Гриссом